# Адміністративний устрій Новомиргородського району
Адміністрати́вний у́стрій Новоми́ргородського райо́ну — адміністративно-територіальний поділ Новомиргородського району Кіровоградської області на 1 міську раду, 1 селищну та 20 сільських рад, які об'єднують 50 населених пунктів. Адміністративний центр — місто Новомиргород.

## Список місцевих рад Новомиргородського району
| №  | Назва                          | Центр            | Населені пункти                                   | Площа км² | Місце за площею | Населення (2001), чол. | Місце за населенням |  |
| -- | ------------------------------ | ---------------- | ------------------------------------------------- | --------- | --------------- | ---------------------- | ------------------- |  |
| 1  | Новомиргородська міська рада   | м. Новомиргород  | м. Новомиргород с. Бирзулове с. Лікареве          | 88,8      | 1               |                        |                     |  |
| 2  | Капітанівська селищна рада     | смт Капітанівка  | смт Капітанівка c. Прищепівка c. Рівне            | 32,075    | 16              |                        |                     |  |
| 3  | Веселівська сільська рада      | с. Веселівка     | с. Веселівка с. Арсенівка                         | 26,43     | 18              |                        |                     |  |
| 4  | Дібрівська сільська рада       | с. Дібрівка      | с. Дібрівка с. Бурти с. Василівка с. Зелене       | 60,325    | 7               |                        |                     |  |
| 5  | Йосипівська сільська рада      | с. Йосипівка     | с. Йосипівка с. Защита с. Кам'януватка с. Розлива | 47,98     | 10              |                        |                     |  |
| 6  | Кам'янська сільська рада       | с. Кам'янка      | с. Кам'янка                                       | 25,96     | 19              |                        |                     |  |
| 7  | Канізька сільська рада         | с. Каніж         | с. Каніж                                          | 67,8      | 5               |                        |                     |  |
| 8  | Коробчинська сільська рада     | с. Коробчине     | с. Коробчине с. Миколаївка с. Сухолітівка         | 75,47     | 4               |                        |                     |  |
| 9  | Костянтинівська сільська рада  | с. Костянтинівка | с. Костянтинівка с. Ганнівка                      | 16,01     | 22              |                        |                     |  |
| 10 | Листопадівська сільська рада   | с. Листопадове   | с. Листопадове с. Андріївка                       | 40,26     | 13              |                        |                     |  |
| 11 | Мар'ївська сільська рада       | с. Мар'ївка      | с. Мар'ївка с. Журавка                            | 23,03     | 20              |                        |                     |  |
| 12 | Мартоноська сільська рада      | с. Мартоноша     | с. Мартоноша с. Котівка                           | 80,03     | 3               |                        |                     |  |
| 13 | Миролюбівська сільська рада    | с. Миролюбівка   | с. Миролюбівка с. Моргунівка                      | 28,4      | 17              |                        |                     |  |
| 14 | Оситнязька сільська рада       | с. Оситняжка     | с. Оситняжка с. Берегове с. Писарівка             | 61,65     | 6               |                        |                     |  |
| 15 | Оситнянська сільська рада      | с. Оситна        | с. Оситна                                         | 32,38     | 15              |                        |                     |  |
| 16 | Панчівська сільська рада       | с. Панчеве       | с. Панчеве                                        | 85,53     | 2               |                        |                     |  |
| 17 | Петроострівська сільська рада  | с. Петроострів   | с. Петроострів с. Лев-Балка с. Мостове            | 51,85     | 8               |                        |                     |  |
| 18 | Пурпурівська сільська рада     | с. Пурпурівка    | с. Пурпурівка с. Іванівка с. Мар'янопіль          | 40,43     | 11              |                        |                     |  |
| 19 | Рубаномостівська сільська рада | с. Рубаний Міст  | с. Рубаний Міст с. Троянове с. Щербатівка         | 36,33     | 14              |                        |                     |  |
| 20 | Тишківська сільська рада       | с. Тишківка      | с. Тишківка                                       | 22,96     | 21              |                        |                     |  |
| 21 | Туріянська сільська рада       | с. Турія         | с. Турія                                          | 48,18     | 9               |                        |                     |  |
| 22 | Шпаківська сільська рада       | с. Шпакове       | с. Шпакове с. Бровкове с. Пенькине                | 40,33     | 12              |                        |                     |  |

* Примітки: м. — місто, смт — селище міського типу, с. — село